# Curtis Davies
Curtis Eugene Davies (London, 1985. március 15.) angol labdarúgó, a Derby County játékosa.

## Sikerei, díjai
- Luton Town
  - EFL League One: 2004–05